# HEC Paris Innovation & Entrepreneurship Center
HEC Paris Innovation & Entrepreneurship Institute es un centro creado para promover la Innovación y el Emprendimiento en HEC Paris.

## Detalles
El centro forma parte de la Station F y está ubicado tanto en París como en Jouy-en-Josas. Alrededor de 500 estudiantes están matriculados en clases en los tres grados (Master of Science X-HEC Entrepreneurs ; Master of Science in Innovation and Entrepreneurship y Executive Master of Science in Innovation an Entrepreneurship) del año escolar. El centro trabaja con el Instituto Politécnico de París (más concretamente École polytechnique) y Coursera. Los cursos que se imparten a través del centro incluyen Creatividad, Emprendimiento Global, Marketing Emprendedor, Creación de Nuevas Empresas, Financiamiento de Riesgos, Ventas Empresariales y Emprendimiento Social.
El centro cuenta con varios programas para estudiantes de pregrado y posgrado, así como para profesores, para promover el concepto de emprendimiento. Varias iniciativas que el centro ha puesto en marcha han aumentado la conciencia sobre el emprendimiento y la innovación tanto en la comunidad de Jouy-en-Josas como en todo el país.
El instituto ocupa el cuarto lugar en el ranking "Europe's leading start-up hubs" del Financial Times en 2025.

## Eventos y actividades
- Accélérateur ESS
- Post incubation
- HECTAR Accelerator L'Oréal Beauty Tech

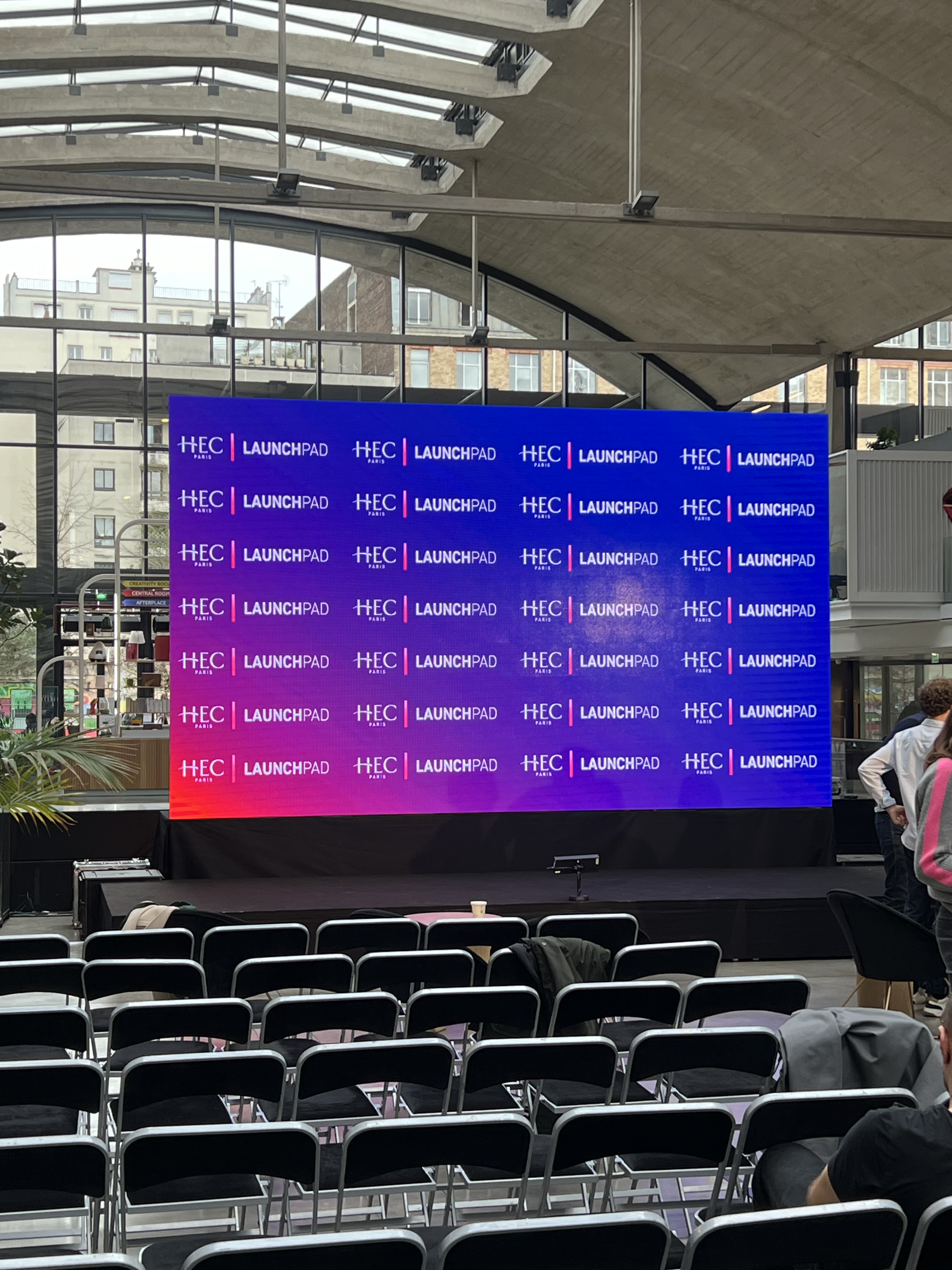
HEC Paris Startup Launchpad Demo Day 2024 en Station F

- Meta X L'Oréal Accelerator Icade startup studio
- Incubateur HEC Paris
- Data for Managers
- HEC Startup Launchpad HEC Challenge +
- HEC Challenge + Afrique
- Igniting Innovation
- CDL - Creative Destruction Lab
- HEC Stand Up
- MOOCs
- Entrepreneurship & Digital Innovation
- HEC–TUM Summer Program
- Startup Sprint[10]